# Yvonne Serruys
Yvonne Serruys (Menen, 26 maart 1873 – Parijs, 1 mei 1953) was een Belgisch kunstenares.

## Biografie
Yvonne Serruys was het oudste kind van Edmond Serruys (1843-1917) en Marie Valcke (1846-1941). Na haar volgden twee broers en twee zussen. Het gezin was welstellend, Franssprekend en katholiek. Edmond Serruys was boekhouder in een textielfabriek in Halewijn en werd vervolgens directeur van de spinnerij Syx et Serruys in Tourcoing. Marie Valcke was bijzonder muzikaal begaafd.

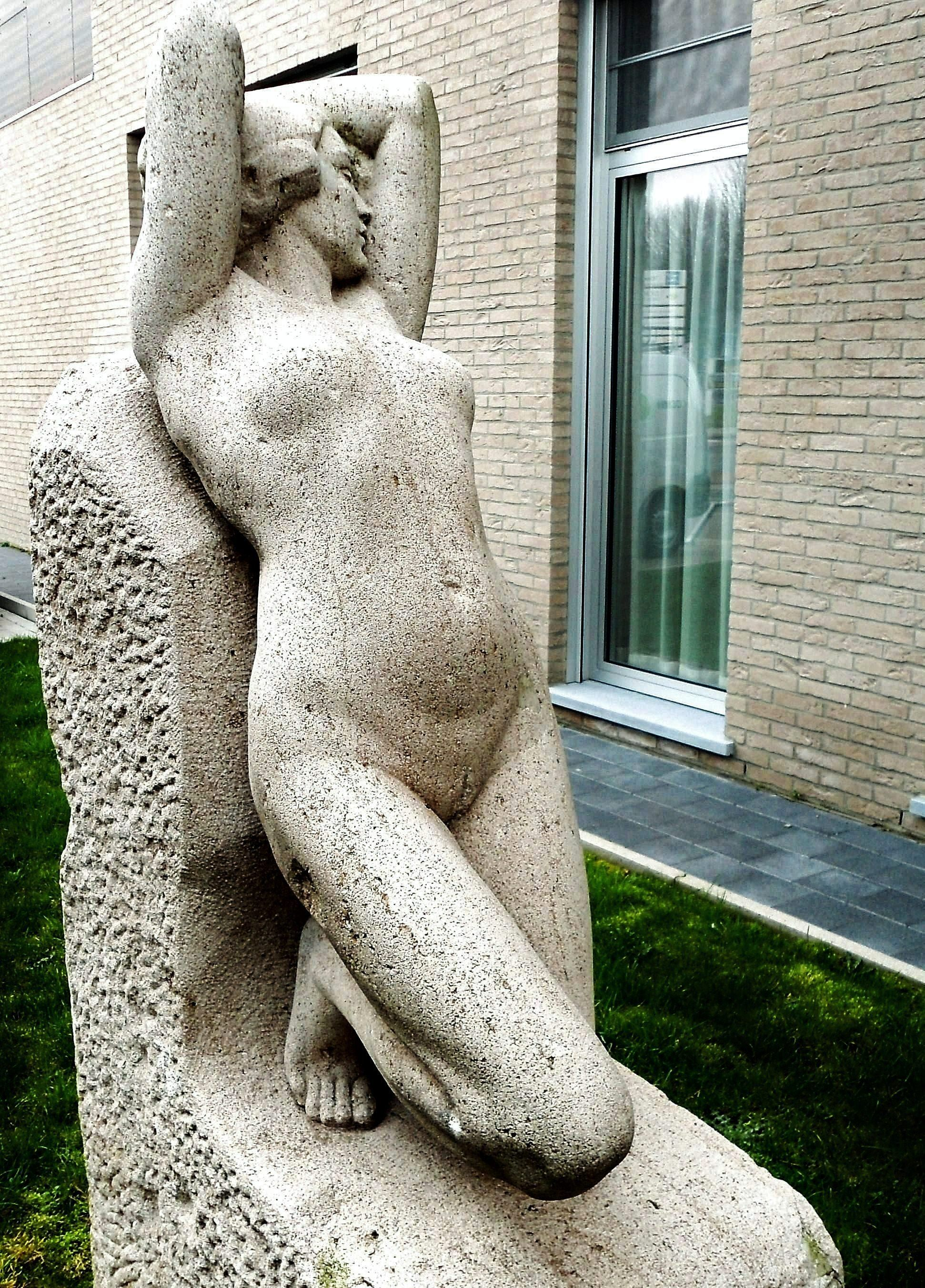
Pijn (1931)

Tijdens haar humaniora in het Lyceum O.L.V. Ter Engelen van de Zusters van Liefde in Kortrijk, ook wel Het Fort genaamd, toonde Yvonne interesse voor muziek, tekenen en schilderen. Ze kreeg les van Emile Claus (1849-1924). Op zijn aanraden trok ze vervolgens naar Brussel voor een opleiding bij de schilder Georges Lemmen (1865-1916). Rond 1894 keerde ze terug naar haar eerste leraar, Emile Claus. 
Aanvankelijk schilderde Yvonne Serruys neo-impressionistische doeken. Op 27 maart 1897 vertrok ze naar Parijs voor haar expositie op het Salon van de Société Nationale des Beaux-Arts. Het volgende jaar vond haar eerste individuele tentoonstelling plaats in de Galerie Barbazanges in Parijs. Bijna alle schilderijen werden verkocht, een vijftal beeldjes trokken de aandacht van kunstcriticus François Thiébault-Sisson. Dit was de aanzet voor Yvonne Serruys om zich op de beeldhouwkunst te werpen. 
Haar beslissing viel niet in de smaak van haar familie. Vrouwelijke beeldbouwers waren een zeldzame verschijning in België. Beeldhouwen vereiste een grote fysieke kracht en bereidheid om vuil te worden. Beroep doen op naaktmodellen was toen het meest aanstootgevend. Vrouwelijke kunstenaars die naar mannelijk naaktmodel werkten, werden pas aan het eind van de 19de eeuw in Parijs toegelaten. 
Yvonne Serruys ging in de leer bij de beeldhouwer Egide Rombaux (1865-1942) in Brussel. Rombaux stond bekend als een uitstekend vakman. Zij hechtte veel belang aan het ‘technisch kunnen’. Daarom reisde ze door Griekenland en Italië om kunstwerken uit de antieke oudheid en de Italiaanse renaissance te bestuderen.
Rombaux zetelde in 1904 in de aannemingsjury, sectie beeldhouwkunst, van de Driejaarlijkse Tentoonstelling in Antwerpen. Connecties onderling tussen kunstenaars en met invloedrijke personen waren bepalend om in het kunstcircuit te worden opgenomen. 
Na haar opleiding vestigde ze zich definitief in Parijs, zoals haar broer Daniël Serruys. Zij vertoefde er in de elitaire intellectuele milieus en ontmoette er Pierre Mille (1864-1941), een gerenommeerd Frans koloniaal schrijver, diplomaat en journalist. Op 15 april 1909 huwde Yvonne met hem in Menen en op 18 april 1909 in de Sint-Franciscuskerk.
Het echtpaar Mille-Serruys bleef kinderloos. Beiden bouwden een drukke carrière uit. Door dit huwelijk breidde haar kennissenkring aanzienlijk uit. Later verhuisde het koppel naar een appartement gelegen op het Île Saint-Louis in Parijs met zicht op de Seine. 
Omwille van haar huwelijk met Pierre en haar verblijf in Parijs werd zij als een Française beschouwd. 'Parijs' en 'kunst' golden als synoniemen in het begin van de 20ste eeuw. Kunstenaars overal ter wereld trokken naar Parijs voor een opleiding en om hun succes te wagen. En veel van die kunstenaars verbleven op het Île Saint-Louis.
Op 2 augustus 1914 verklaarde Duitsland de oorlog aan Frankrijk. De Franse regering week uit naar Bordeaux. Daniël Serruys, haar broer, volgde, als ambtenaar bij het oorlogsministerie van Buitenlandse Zaken. Yvonne Serruys en haar echtgenoot verbleven geruime tijd in Bordeaux.
Haar 'Oorlogsmonument' werd in 1921 in Menen ingehuldigd. Het echtpaar organiseerde op zaterdagen bijeenkomsten in hun Parijse salon, net als voor de oorlog. Men kon er discussiëren over politiek, kunst en literatuur of voordragen en musiceren. Het was een traditionele Franse instelling die een grote rol speelde in het sociale leven van de hogere kringen. Behoorden tot de regelmatige aanwezigen: de schrijvers Anatole France, Philippe Berthelot, Paul Claudel en Anna de Noailles (1876-1933); de kunstenaars Antoine Bourdelle, Emile Claus, Jenny Montigny, Anna De Weert en Auguste Rodin (1840-1917); danseres Isadora Duncan (1877-1927); de dokters Voronoff en Martial; de historicus Charles Seignobos; de socialistische politici Emile Vandervelde, Léon Blum en Édouard Herriot; de zangeres Povla Frisch.
Heel wat portretopdrachten ontstonden in deze kring van notabelen. 
Het uitbreken van de Tweede Wereldoorlog en het overlijden van Pierre betekenden het eind van de zaterdagbijeenkomsten.
Tot het einde van haar leven in 1953 huurde Yvonne een appartement en een atelier in Parijs. Zij en haar man waren nooit eigenaar van een pand. Wel hadden ze ooit een buitenverblijf “L’Ortille”, nabij Compiègne, Frankrijk.
Het is met zekerheid geweten dat ze voor haar sculpturen werd betaald, maar slechts sporadisch zijn prijzen gekend. De Franse frank kende een sterke devaluatie en er diende met materiële goederen spaarzamer te worden omgesprongen. Het rijkelijk leven van de ‘Belle Epoque’ was voorbij. 
Onder meer door de hogere kost van het duurzamer materiaal is het beeldhouwersberoep veel duurder dan de schilderkunst. Hierdoor was een beeldhouwer afhankelijk van private opdrachten en publieke commissies om rond te komen. Yvonne Serruys maakte daarom veel publieke monumenten, portretten en ontwerpen voor glaspasta-voorwerpen. 
Ze exposeerde op progressief ingestelde tentoonstellingen. Haar kunst werd toen niet als traditioneel en conventioneel aanzien. Ze behoorde tot een dynamische groep beeldhouwers die actief aan tentoonstellingen deelnam. Haar kunst was niet revolutionair maar vernieuwend, volgens de toenmalige critici.
Yvonne Serruys stierf op 1 mei 1953.

## Modellen
Yvonne Serruys werkte steeds naar levend model tot op het einde van haar carrière. Dit vormde het grootste obstakel om door haar familie als beeldhouwster te worden geaccepteerd. 
Voor haar portretsculpturen liet ze het model verschillende keren naar haar atelier komen tot het beeld was voltooid. Yvonne Serruys werkte alleen aan het beeld als het model aanwezig was. Want ze streefde naar een zo gelijkend mogelijk portret. Enkel bij overleden personen werkte ze op basis van foto’s. Tijdens de poseersessies converseerde ze met het model.
Van de poses van haar model maakte ze eerst tekeningen en schetsen. Deze fungeerden als eerste stap in de voorbereidingen van een beeld. Tekenvaardigheid moest worden bewezen voor de toelating van beeldhouwers en architecten, namelijk door demonstratie. 
Yvonne Serruys modelleerde in klei, was of terracotta. Dan werd een plaasteren afgietsel gemaakt die vervolgens in een duurzaam materiaal zoals brons of steen werd omgezet. De meeste beelden belandden in privécollecties. De plaasteren modellen legateerde ze, bij testament, aan haar geboortestad Menen.
Ook in marmer en andere steensoorten heeft de kunstenares werken gemaakt. Voor de bronzen beelden deed ze beroep op gespecialiseerde bronsgieterijen. Het gebeurde vaak dat gieterijen sculpturen reproduceerden met een commercieel doel, namelijk om burgerwoningen te decoreren. 

## Leerlingen
Yvonne Serruys heeft enkele leerlingen gehad. Het waren grotendeels vrouwen. Toch te vermelden is Alfred Wallecan (1894-1960). Hij werd eveneens in Menen geboren. Tijdens WOI werd hij onderofficier en was Yvonne Serruys zijn ‘oorlogsmeter’. Na de oorlog voltooide hij zijn artistieke opleiding in Brussel om daarna opnieuw te werken in het atelier van Yvonne in Parijs. 

## Werken

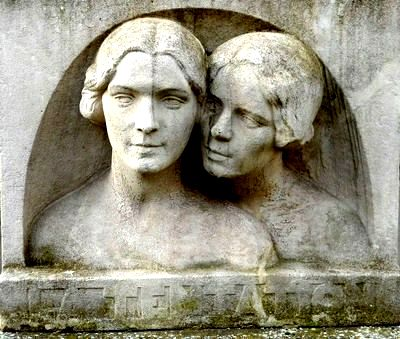
La Tentation/Instigation (De Verleiding), 1926, voortuin Muziekacademie, Menen

- Buste van Jeanne-Marie Legendre (1879-1965), echtgenote van Daniël Serruys, 1900, Koninklijke Musea voor Schone Kunsten, Brussel, België.
- Springende Vis, 1906, Kunstmuseum Düsseldorf, Duitsland.
- Faun met kinderen (La Leçon d’Histoire), 1910, Place Louis Blanc, Parijs, Frankrijk.
- Familiegroep, 1918, Stadsmuseum ‘t Schippershof, Menen, België.
- Oorlogsmonument van Menen, 1921, Vander Merschplein, Menen, België.
- Monument voor Émile Claus, 1925, Citadelpark, Gent.
- La Tentation/Instigation (De Verleiding), 1926, voortuin Muziekacademie, Menen, België.
- Monument voor Albert Samain, 1928, Jardin Vauban, Lille, Frankrijk.
- Annamiet, 1928, Musée des Années Trente, Parijs, Frankrijk.
- Badinage, 1931, Stadsmuseum ’t Schippershof, Menen, België.